# Moustapha Kouyaté
Moustapha Kouyaté (ur. 3 marca 1994 w Nzérékoré) – gwinejski piłkarz, grający na pozycji napastnika. W sezonie 2021/2022 zawodnik Rai Casablanca. Reprezentant kraju. 

## Kariera klubowa
Zaczynał karierę w Fello Star, został z tym klubem wicemistrzem kraju i zajął 3. miejsce.
1 lipca 2012 roku trafił do FUSu Rabat. Zagrał tam 8 meczów. 
1 lipca 2013 roku wrócił do Fello Star. Zajął 4. miejsce w lidze.
1 lipca 2014 roku został zawodnikiem AS Kaloum Star. Zagrał tam 17 meczów i strzelił 11 goli oraz zdobył tytuł wicemistrza kraju.
1 lipca 2015 roku został graczem USM Libreville. Zagrał tam 13 meczów, strzelił 6 goli i zajął 13. miejsce.
19 listopada 2015 roku trafił do US Bitam. Zagrał 15 meczów, strzelił 6 goli i zajął 4. miejsce.
15 lipca 2016 roku został graczem Akanda FC. W swoim ostatnim gabońskim klubie zagrał 21 meczów, strzelił 12 goli i zajął 5. miejsce w ekstraklasie.
1 sierpnia 2017 roku został graczem Bowshar SC.
1 października 2017 roku trafił do Muscat Club. Zagrał tam 39 meczów, strzelił 25 goli i dwukrotnie był dziewiąty w ekstraklasie.
16 sierpnia 2019 roku został zawodnikiem Ibri Club.
1 października 2020 roku trafił do TP Mazembe. Został mistrzem kraju.
19 sierpnia 2021 roku został graczem Rai Casablanca. W tym klubie zadebiutował 10 września 2021 roku w meczu przeciwko Youssoufii Berrechid, wygranym 0:1, grając 17 minut. Pierwszego gola i pierwszą asystę strzelił i zaliczył 19 listopada w meczu przeciwko Chababowi Mohammédia, wygranym 2:1. Najpierw strzelił gola w 71. minucie, a potem asystował przy golu w 87. minucie. Łącznie do 4 stycznia 2022 roku zagrał w 11 spotkaniach, strzelił gola i miał asystę.

## Kariera reprezentacyjna
Moustapha Kouyaté zadebiutował w ojczystej reprezentacji 24 marca 2021 roku w meczu przeciwko Mali, wygranym 1:0. Wszedł na boisko w 89. minucie. Pierwszego gola strzelił 8 czerwca w meczu przeciwko reprezentacji Kosowa, wygranym 1:2. Do siatki trafił w 60. minucie. Łącznie do 4 stycznia 2022 roku zagrał w 7 meczach i strzelił gola.